# Alebra dorsalis
Alebra dorsalis är en insektsart som beskrevs av David D. Gillette 1898. Alebra dorsalis ingår i släktet Alebra och familjen dvärgstritar. Inga underarter finns listade i Catalogue of Life.